# Viennotidia
Viennotidia är ett släkte av svampar som beskrevs av Negru, O. Verona och Rogerson. Viennotidia ingår i ordningen Microascales, klassen Sordariomycetes, divisionen sporsäcksvampar och riket svampar.
Släktet innehåller bara arten Viennotidia humicola.